# Harriet Hall
Pour les articles homonymes, voir Hall.
Harriet A. Hall, née Harriet A. Hoag le 2 juillet 1945 à Saint-Louis (Missouri) et morte le 11 janvier 2023 à Puyallup (État de Washington), est une médecin de famille américaine à la retraite, ancien médecin de l'armée de l'air américaine et sceptique. Elle écrit des articles sur la médecine alternative et le charlatanisme pour Skeptical Inquirer. Elle écrit sous le nom de The SkepDoc. 

## Carrière
Harriet Hall a obtenu son B.A. et son M.D. à l'université de Washington. Elle a été la deuxième femme seulement à faire son stage dans l'armée de l'air et la première femme diplômée de la famille de l'armée de l'air à pratiquer la résidence à la base aérienne d'Eglin. 
Elle est conseillère auprès de Quackwatch et rédactrice adjointe du blog Science-Based Medicine.  

## Vie privée
Harriet Hall est mariée et réside à Puyallup (Washington), avec son mari Kirk (qui est également retraité de l'armée de l'air). Elle a deux grandes filles. 